# Pedro Antonio Septién Montero y Austri
Pedro Antonio Septién Montero y Austri (León, Guanajuato; 1741-Santiago de Querétaro; 25 de diciembre de 1814) fue un político y empresario novohispano.

## Biografía
Nació en la Villa de León, del obispado de Michoacán, fue seminarista del Colegio de San Ildefonso desde 1753. Fijada su residencia en la ciudad de Querétaro, allí muchas veces regidor y alcalde ordinario, alférez real y procurador de ciudad, en la que falleció de regidor decano, habiendo sido, pocas años antes, juez subdelegado de la ciudad de Celaya. Continuado y casi concluido par sus afanes el templo parroquial de la de Salvatierra. En 1767, fue comisionado, para conducir desde Querétaro hasta México a los jesuitas de aquella ciudad.Simpatizó con los insurgentes en la solicitud de Independencia; puso un fábrica de tabaco.